# Mike Sylvester
Mike Sylvester (n. 10 decembrie 1951, Cincinnati, Ohio, SUA) este un antrenor de baschet ce a reprezentat Italia, medaliat olimpic. A participat la o ediție a Jocurilor Olimpice (1980) în care a câștigat o medalie de argint.